# غلين كروفورد
غلين كروفورد (بالإنجليزية: Glenn Crawford)‏ هو لاعب كرة قاعدة أمريكي، ولد في 2 ديسمبر 1913 في نورث برانتش في الولايات المتحدة، وتوفي في 2 يناير 1972 في ساغيناو في الولايات المتحدة.

## وصلات خارجية
- غلين كروفورد على موقعبيزبول رفرنس.كوم (الدوري الرئيسي) (الإنجليزية)
- غلين كروفورد على موقعبيزبول رفرنس.كوم (الدوري الثانوي) (الإنجليزية)